# Inde aux Jeux olympiques d'hiver de 2018
L'Inde participe aux Jeux olympiques d'hiver de 2018 à Pyeongchang en Corée du Sud du 9 au 25 février 2018. Il s'agit de sa dixième participation à des Jeux d'hiver.
La délégation est composée de deux sportifs, un lugeur et un fondeur.

## Participation
Aux Jeux olympiques d'hiver de 2018, les athlètes de l'équipe d'Inde participent aux épreuves suivantes : 
| Sport       | Hommes | Femmes | Total |
| ----------- | ------ | ------ | ----- |
| Ski de fond | 1      | 0      | 1     |
| Luge        | 1      | 0      | 1     |
| Total       | 2      | 0      | 2     |

## Luge
| Athlète        | Épreuves | Course 1 | Course 1 | Course 2 | Course 2 | Course 3 | Course 3 | Course 4 | Course 4 | Total | Total |
| Athlète        | Épreuves | Temps    | Rang     | Temps    | Rang     | Temps    | Rang     | Temps    | Rang     | Temps | Rang  |
| -------------- | -------- | -------- | -------- | -------- | -------- | -------- | -------- | -------- | -------- | ----- | ----- |
| Shiva Keshavan | Simple H |          |          |          |          |          |          |          |          |       |       |

## Ski de fond
| Athlète       | Épreuves     | Course 1 | Course 1 | Course 2 | Course 2 | Total | Total |
| Athlète       | Épreuves     | Temps    | Rang     | Temps    | Rang     | Temps | Rang  |
| ------------- | ------------ | -------- | -------- | -------- | -------- | ----- | ----- |
| Jagdish Singh | 15 km hommes |          |          |          |          |       |       |